# Andy Romano
Andrew Romasanta, ismertebb nevén Andy Romano (Amerikai Egyesült Államok, 1936. április 16. – Sequim, 2022. szeptember 14.) amerikai színész.

## Élete és pályafutása
Az 1960-as években kezdte filmes pályafutását kisebb szerepekben. Karrierje folyamán látható volt a Columbo sorozat egyik epizódjában, a Bugsy és a Négykezes géppisztolyra című filmekben, valamint az Úszó erőd és a Száguldó erőd című Steven Seagal-mozikban, utóbbi két filmben Bates admirális szerepében. A szökevény című akciófilmben mellékszerepben tűnt fel, egy bírót alakítva. A Végképp eltörölni című thrillerben a háttérből irányító főgonoszt, Daniel Harper államtitkár-helyettest formálta meg.
Az 1990-es évek végén felhagyott a színészettel, és Washington államban telepedett le. 2022 szeptemberében, 86 éves korában hunyt el.